# Lumbrales
Lumbrales is een gemeente in de Spaanse provincie Salamanca in de regio Castilië en León met een oppervlakte van 69,94 km². Lumbrales telt 1.697 inwoners (1 januari 2016).